# Estação de Pinhais
A estação ferroviária de Pinhais é uma construção histórica do Município de Pinhais, localizado na Região Metropolitana de Curitiba, Paraná. A construção desta estação ferroviária é considerada até hoje, um dos fatores mais importantes para o surgimento de habitantes no município. Em algumas reproduções, como a imagem ao lado, é notavel perceber que o antigo nome da estação era Estação Ferroviária Pinhaes; esta placa com este nome não está mais presente na estação.
A estação foi criada em 5 de fevereiro de 1885, junto com uma ferrovia que ligava Curitiba à Paranaguá. Esta ferrovia surgiu, possivelmente, para facilitar o acesso e a locomoção de trens para o Centro Produtor de São José dos Pinhais, que foi um grande produtor de erva-mate, madeira e outras mercadorias e além disto, todos os registros da época mencionavam o Centro Produtor de São José dos Pinhais.

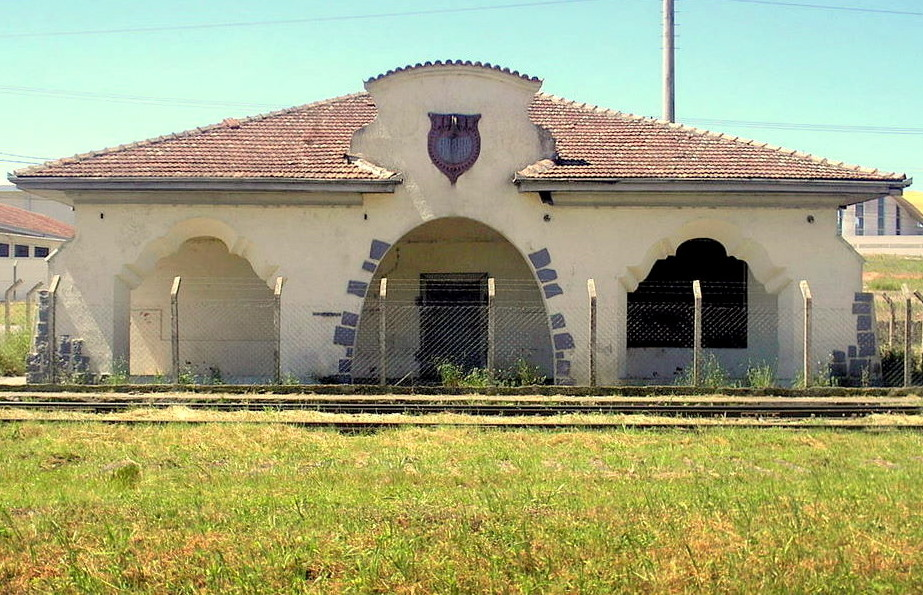
Construída na década de 1940, a Estação Ferroviária de Pinhais era o pátio de cruzamento dos trens vindos do interior do estado em direção à capital.

Com a criação de uma estação, foi necessário criar residências para os funcionários responsáveis pela manutenção da ferrovia, começando a formar um pequeno povoado. Com a estação ferroviária, a região de Pinhais – que não era um município na época – ganhou notoriedade e passou a chamar mais a atenção de empresários. A partir daí iniciou-se um processo de instalações industriais na região, como a Indústria Cerâmica, que foi um outro fator que contribuiu na formação do povoado em Pinhais. A inauguração desta indústria cerâmica e outros acontecimentos desencadearam um rápido avanço político e econômico em Pinhais, e depois de inúmeros fatos, a região tornou-se oficialmente um município, pertencendo à Região Metropolitana de Curitiba.
Atualmente, a estação ferroviária de Pinhais situa-se no bairro Weissópolis e está desativada. Foi cercada para não ser degradada por vândalos. Mesmo desativada e cercada, a estação continua sendo um grande estabelecimento histórico para o município de Pinhais e um dos pontos mais populares da região.